# Europa-Galerie Saarbrücken

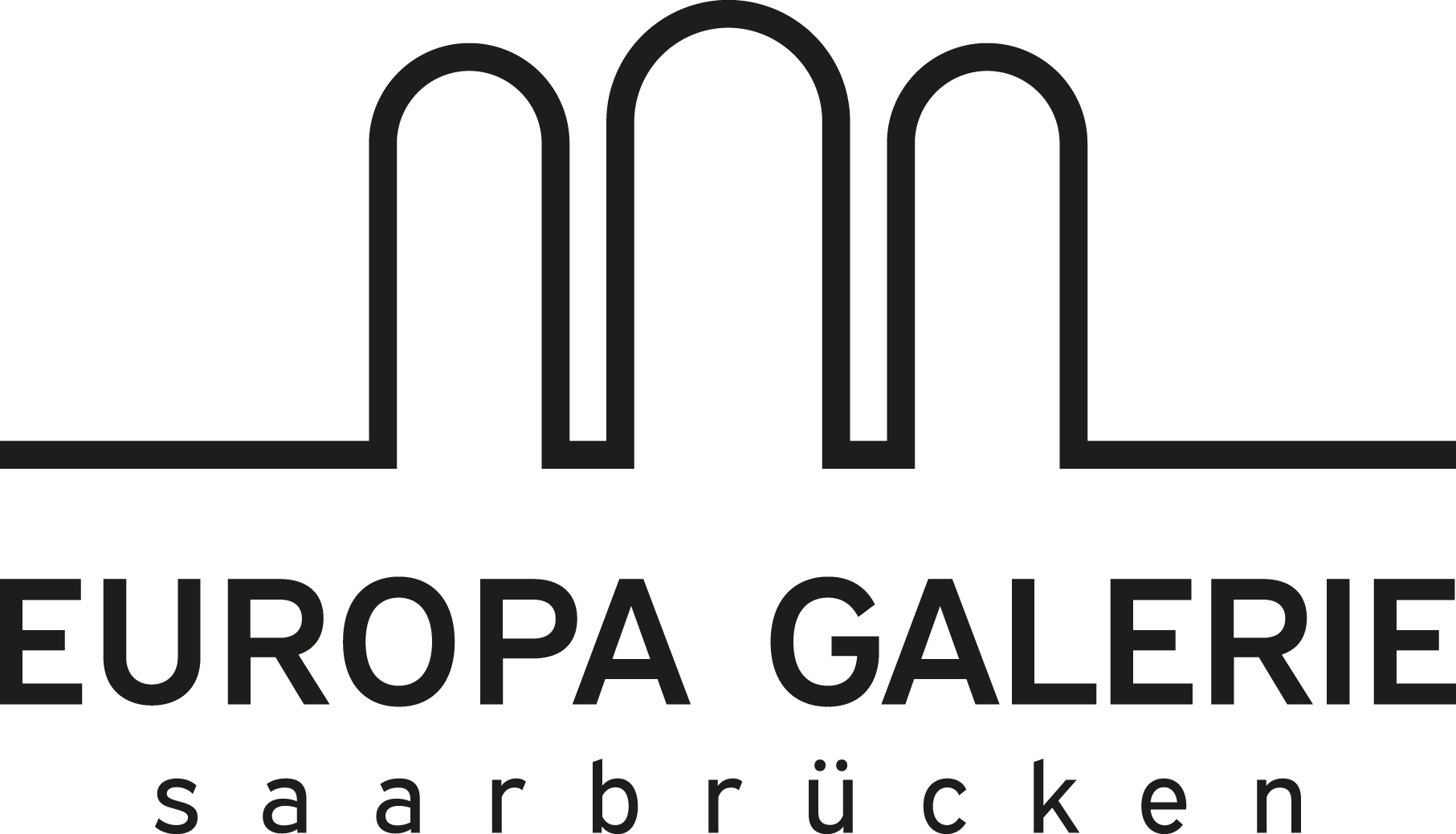
Logo

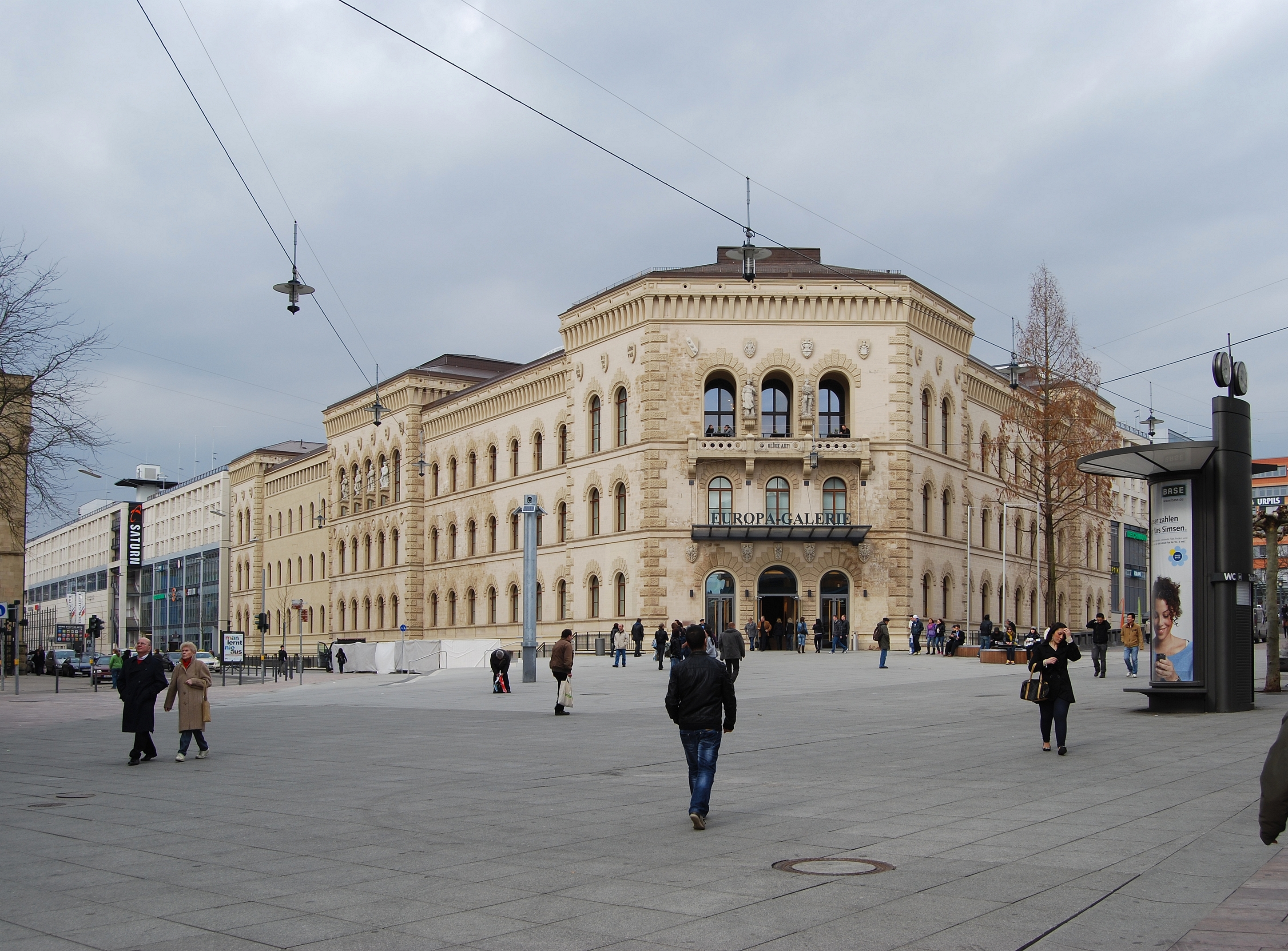
Europa-Galerie

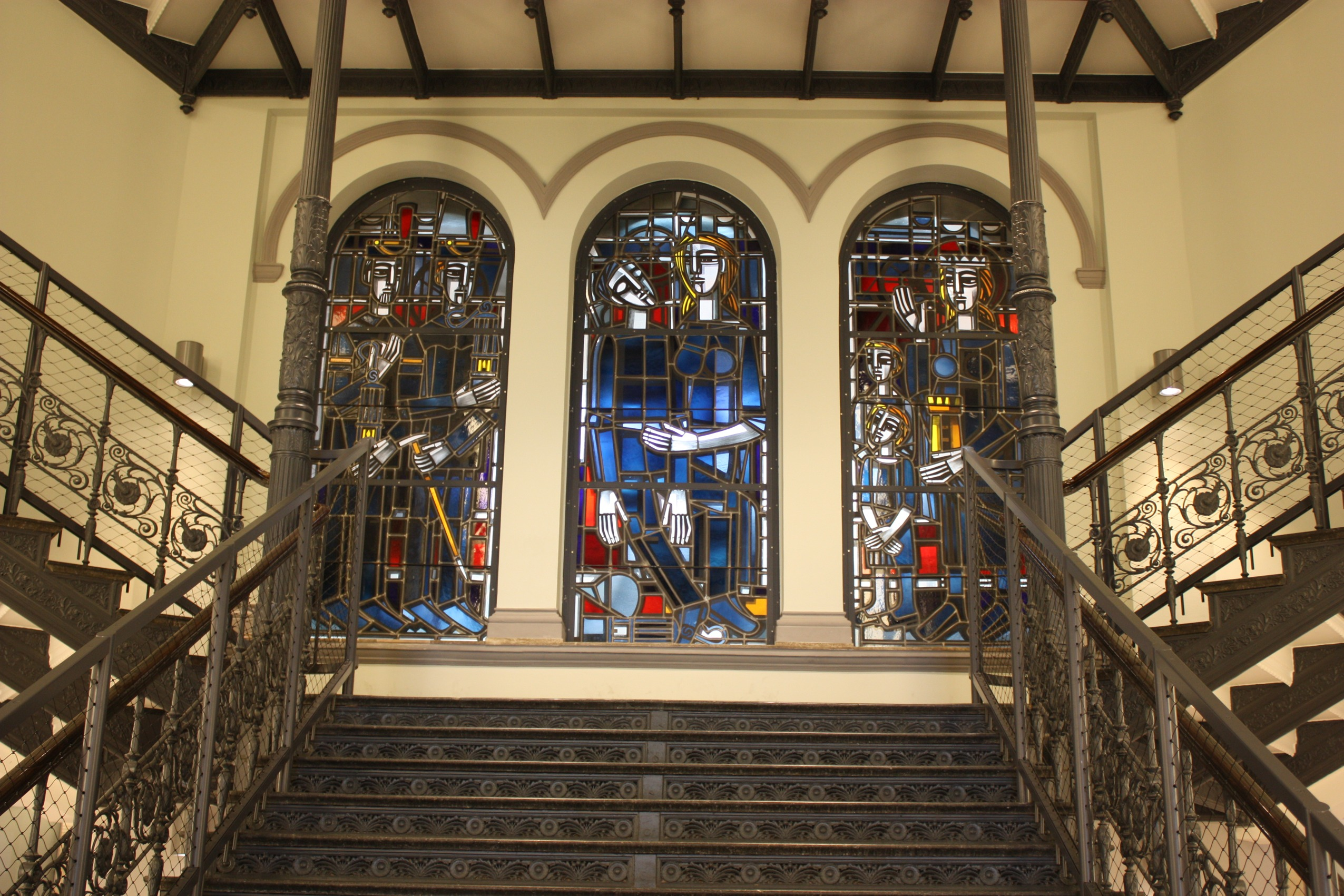
Glas-in-loodramen

De Europa-Galerie Saarbrücken (soms ook geschreven als Europagalerie Saarbrücken) (vóór de nieuwbouw: Saar-Galerie) is een winkelcentrum in Saarbrücken in de Duitse deelstaat Saarland. Het wordt beheerd door Sierra Germany GmbH in Düsseldorf. 

## Geschiedenis
De in 1990 gebouwde Saargalerie-gebouw werd verbouwd en het nabijgelegen gebouw van het Mijnbouwdirectoraat van Saarbrücken, dat onder monumentenbescherming staat, werd gestript en geïntegreerd. Ondanks uitgebreide ingrepen in de bouwconstructie imponeren de gevels van het monumentale gebouw nog steeds met hun heldere vormentaal en uniforme vloer- en asstructuur, die worden aangevuld met talrijke details. In het hoekpaviljoen is de driearmige trap met de glasschilderingen over het mijnongeval in Luisenthal bewaard gebleven. De opening van de Europa-Galerie stond gepland voor 2009. Vanwege vertragingen bij de bouw werd het bereiken van het hoogste punt echter pas op 3 maart 2010 gevierd. Het winkelcentrum werd vervolgens heropend op 21 oktober 2010. De Europa-Galerie werd geëxploiteerd door ECE Projektmanagement, een Duits bedrijf met hoofdkantoor in Hamburg dat winkelcentra ontwikkelt, implementeert, verhuurt en exploiteert.
In 2012 werd het winkelcentrum door het Immobilienfonds CS Euroreal verkocht aan Union Investment. Sinds januari 2022 wordt de Europa-Galerie geëxploiteerd door Sonae Sierra.

## Gebruik en locatie
De Europa-Galerie heeft 110 winkels op een oppervlakte van ongeveer 25.000 m². Het winkelcentrum is verdeeld in vier verdiepingen: Kelder (een winkel in de kelder), 1e  begane grond (uitgang naar Bahnhofstraße en Trierer Straße), 2e Begane grond (uitgang naar het treinstation), 1e verdieping. In het winkelcentrum werken 900 mensen.
Het winkelcentrum ligt direct tegenover het centraal station van Saarbrücken en aan de Bahnhofstraße tegen het voetgangersgebied van Saarbrücken in het stadscentrum.

## Verzorgingsgebied
Het verzorgingsgebied van de Europa-Galerie Saarbrücken bestrijkt een straal van 50 tot 70 km rond Saarbrücken, dus niet alleen gebieden in Saarland, maar ook in Frankrijk en Rijnland-Palts. 

## Bereikbaarheid
De Europa-Galerie ligt in de directe omgeving van het centraal station van Saarbrücken en de halte “Hauptbahnhof”, die wordt bediend door de Saarbahn en talrijke buslijnen van Saarbahn GmbH. Het winkelcentrum beschikt over een direct aangesloten parkeergarage met ruim 1.000 betaalde parkeerplaatsen. 

## Kritiek
Er was kritiek op de bouw van de Europagalerij vanwege de integratie en het strippen van het mijndirectoraat van Saarbrücken, dat tussen 1877 en 1880 werd gebouwd. De gevel, een gietijzeren trap, een mozaïekvloer van Villeroy & Boch, de balzaal en waardevolle glas-in-loodramen van de kunstenaar Ferdinand Selgrad bleven behouden.